# 可愛淘
可愛淘（韓語：귀여니，1985年1月—），本名李允世（韓語：이윤세）是一位韩国籍女网络作家。

## 生平
1985年出生，身高163公分。忠清北道人，畢業於韓國成均館大學表演藝術系，西江大學研究所主修電影劇本。她的作品曾紅級一時，甚至被改編為電影；其中《狼的誘惑》改編成的同名電影中，演員姜棟元亦因此開始受到矚目。星座水瓶讓她腦袋裡裝滿各種稀奇古怪的想法，血型AB讓她擁有神秘魅力。最喜歡的事是唱歌、在白天睡覺，以及吃韓式冷麵。志願是成為賢妻良母，理想的對象是不論是外表還是性格，都很有男子氣概，而且是非常聰明且值得尊重的人，於2018年5月如願結婚，暱稱丈夫為「甜甜王子」。想寫的小說是每一句話都蘊含深厚哲理的小說。
小說作品除了韓語版以外，亦已翻譯成多國文字，並在全亞洲的銷量更突破至五百多萬本。單單就中國大陸而言，她的小說翻譯本曾經連續5個月高踞銷量第一位，總共售出達60萬冊書。
代表作是《那小子真帥！》，這故事在網上曾錄得總瀏覽人次800萬，印刷版本售出50萬冊的紀錄，2004年更被改編成為電影。

## 作品特色
由於其作品的文字上通篇運用大量的網絡符號，如顏文字，韓國文學界普遍給予低評價，認為文學價值並不高；然而亦有人認為其作品雖然尚不成熟，卻富有創造性。

## 筆名的意思
可愛淘這名字的韓語原文是，取材自的縮寫，意思就是「可愛的李（小姐）」。

## 爭議
2005年發表的《愛情局外人》曾被質疑為抄襲。

## 整形事件
2008年可愛淘在她自己的部落格 （页面存档备份，存于）上發表以下文字：「高中的時候，我因為破壞韓文文法的（網路符號）小說得到了大家過分的關心、也賣了很多書。我用那些錢去整型、還上了大學。」承認了自己有做整型手術的事實。

## 近況
歷經3年的空白，可愛淘於2011年發表首部奇幻小說《潘皮內拉》，此部作品已經去除所有表情符號。可是在網上得到不少差評。
2012年，開始在首爾綜合藝術大學的傳播編劇系擔任助理教授。
在2018年5月舉辦婚禮，暱稱老公為「甜甜王子」。

## 作品列表
- 《那小子真帥！（그 놈은 멋있었다）》（2001年）
- 《狼的誘惑（늑대의 유혹）》（2002年）
- 《我的Do Re Mi男孩（도레미파솔라시도）》（2003年）
- 《致我的男友（내 남자친구에게）》（2003年）
- 《愛情局外人（아웃 싸이더）》（2005年）
- 《愛的五顆星（다섯개의 별）》（2006年）
- 《追愛症候群（신드롬）》（2005年）
- 《尋愛天使（천사를 찾습니다）》（2008年）
- 《潘皮內拉（팜피넬라）》（2011年）
- （2014年）

## 被改編成的電影
- 《那小子真帥》（2004年）主演：宋承憲、鄭多彬
- 《狼的誘惑》（2004年）主演：趙漢善、姜棟元、李清娥
- 《我的Do Re Mi男孩》（2007年）主演：張根碩、車藝蓮、丁義澈

## 外部連結
- 可愛淘韓國官方粉絲cafe （页面存档备份，存于）